# 537
Năm 537 là một năm trong lịch Julius.

## Sự kiện
Trận Camlann